# Michel Tournier
Michel Tournier (Paris, 19 de dezembro de 1924 – Choisel, 18 de janeiro de 2016) foi um escritor francês. Define-se como “contrabandista da filosofia” procurando englobar conceitos e refinadas discussões em seus contos e histórias, grande exemplo de seu trabalho é o livro "Sexta-feira, ou, Vida Selvagem" em que retrata Robinson Crusoe num embate permanente entre sua nova vida como naufrago, distante da sociedade, e sua antiga condição de homem civilizado, ele tenta civilizar a sua ilha Speranza também tenta com que ninguém conheça a sua ilha. Michel Tournier julgava o valor das suas obras em função do inverso das idades dos seus leitores. É considerado um autor de crianças, defendendo-se dizendo “eu não escrevo para as crianças, escrevo antes com um ideal de brevidade, de clareza e de proximidade ao concreto”. Considera os seus contos Pierrot e os Segredos da Noite e Amandine ou Les Deux Jardins, como as suas melhores obras porque são de inspiração metafísica e a paixão das crianças de 6 anos.
Michel Tournier vivia em Vallée de Chevreuse, a 40 km a sudoeste de Paris no presbitério duma minúscula vila.

## Biografia
Nasceu no 9.º arrondissement de Paris, em uma família rica. Seu pai fundou e dirigiu uma sociedade de direitos autorais para obras musicais; Ele passou sua infância e adolescência em Saint-Germain-en-Laye fazendo inúmeras estadias na Alemanha; desde a infância, ele assistiu aos desfiles nazistas em Berlim e testemunhou com todos os eventos de lucidez que foram de grande importância no desenvolvimento de seu trabalho.
Os alemães ocupavam a casa da família, então a família Tournier se estabeleceu em Neuilly-sur-Seine. Michel Tournier terminou o ensino médio no Instituto Pasteur. Entre alguns estudos bastante medíocres, a filosofia ensinada por Maurice Gandillac será uma grande revelação para ele.
Ele concluiu estudos superiores em filosofia em La Sorbonne, onde se formou nesses estudos. Durante sua educação, ele foi aluno de Gaston Bachelard.
Ele estudou na Universidade de Tübingen, na República Federal Alemã. Ele não conseguiu obter a cadeira e desistiu de seguir uma carreira universitária. As aulas que recebeu de Claude Lévi-Strauss no Museu do Homem de Paris foram decisivas no trabalho do escritor.
Ele morava em um palácio na ilha de St. Louis, em Paris. Durante esse período, trabalhou como tradutor para a editora Plon e emissora em diferentes estações de rádio. De 1960 a 1965, participou da transmissão televisiva, Câmara escura (Chambre Noire), dedicada à fotografia. Tournier contribuiu para a fundação das Reuniões Internacionais de Fotografia de Arles.
Em 1967, Tournier publicou seu primeiro romance, Friday ou the Limbos of the Pacific (Vendredi ou les limbes du Pacifique). O livro ganhou o primeiro prêmio de um romance da Academia Francesa e grande sucesso do público. A partir desse momento, ele se dedicou completamente à criação literária e fez parte do comitê de leitura da editora Gallimard.
Algum tempo depois, ele publicou o romance O rei dos amieiros (Le Roi des Aulnes). O trabalho recebeu o prêmio Goncourt por unanimidade. Em 1975, ele publicou seu terceiro romance Los Meteoros (Les Météores). Dois anos depois, ele publicou o ensaio intelectual autobiográfico The Wind Paraclete (Le Vent Paraclet). Nesse mesmo ano também apareceu o Canadá, diário de viagem (Canadá, Journal de Voyage), publicado pela primeira vez naquele país e na França em 1984 na editora Robert Laffont.
Outras de suas obras são Sexta-feira ou Vida Selvagem (Vendredi ou la Vie Sauvage), de 1971, com desenhos de Pierre-Marie Valat e Georges Lemoine, e The Grouse (Le Coq de Bruyère), de 1978, uma coleção de histórias em que aparece O fetichista, representado em 1982 em Paris. Em 1979, ele publicou Chaves e Fechaduras (Des clefs et des serrures), com ilustrações de grandes fotógrafos. Em 1980, apareceu seu quarto romance, Gaspar, Melchor e Baltasar (Gaspard, Melchior e Balthazar). No ano seguinte, o voo do vampiro (Le Vol du Vampire), coleção de ensaios. Publicação de vistas traseiras (Vues de dos), com fotografias tiradas por Édouard Boubat. Em 1983, ele publicou Gilles e Juana (Gilles et Jeanne), uma história sobre os corredores de Gilles de Rais e Joana d'Arc. Em 1984, Le Vagabond immobile apareceu (The Immobile Tramp) com desenhos de Jean-Max Toubeau.
Durante seus últimos anos, ele morou em uma casa paroquial equipada em Choisel (Vale Chevreuse), dentro da Ilha de França. Ele morreu em casa em 18 de janeiro de 2016 aos 91 anos de idade.

## Distinções
- Grande prémio de romance da Académie Française em 1967 pelo seu romance Sexta-feira ou A Vida Selvagem;
- Prémio Goncourt em 1970 por unanimidade pelo seu romance Le Roi Des Aulnes;
- Membro da Académie Goncourt em 1972;
- Medalha Goethe em 1993;
- Doctor Honoris Causa da Universidade de Londres em 1997.

## Obras

#### Romances
- Sexta-Feira ou os Limbos do Pacífico - no original Vendredi ou les Limbes du Pacifique (1967)
- Le Roi des aulnes (roman)|Le Roi des aulnes (1970)
- Sexta-Feira ou a Vida Selvagem - no original Vendredi ou la Vie sauvage (1971)
- Les Météores (1975)
- Gaspard, Melchior et Balthazar (1980)
- Gilles et Jeanne (1983)
- La Goutte d'Or  (1985)
- La Couleuvrine (1994)
- Eléazar ou la Source et le Buisson (1996)

#### Contos
- Le Coq de bruyère  (1978)
- La Fugue du Petit Poucet (1979)
- Pierrot ou les secrets de la nuit (1979)
- Barbedor (conte)|Barbedor (1980)
- Uma ceia de amor - no original Le Médianoche amoureux (1989)
- Sept contes (1998)

#### Ensaios
- Le Vent Paraclet (1978)
- Le Vol du vampire (1981)
- Vues de dos (1981). Fotobiografias Édouard Boubat
- Des clefs et des serrures (1983). Com fotografias
- Petites Proses (1986)
- Le Tabor et le Sinaï (1988)
- Le Crépuscule des masques (1992). Fotos e fotógrafos
- Le Pied de la lettre (1994)
- Le Miroir des idées (1994)
- Le Vol du vampire (1994)
- Célébrations (1999)
- Journal extime  (2002)
- Allemagne, un conte d'hiver de Henri Heine (2003)
- Le Bonheur en Allemagne ? (2004)
- Les Vertes lectures (2006)
- Voyages et paysages (2010)
- Je m'avance masqué (2011). Entrevistas com Michel Martin-Roland.